# Lytocarpia subdichotoma
Lytocarpia subdichotoma is een hydroïdpoliep uit de familie Aglaopheniidae. De poliep komt uit het geslacht Lytocarpia. Lytocarpia subdichotoma werd in 1961 voor het eerst wetenschappelijk beschreven door Ralph. 